# Dub-I-Dub
Dub-I-Dub è un brano musicale del duo danese Me & My, edito nel 1995 su singolo e nel loro album Me & My. Brano di genere Eurodance, Dub-I-Dub si caratterizza per l'orecchiabilità e si focalizza sul ritornello che ripete Dub-i-dub-i-dub-i-dub-dub-dub. Singolo di maggiore fortuna commerciale delle Me & My, Dub-I-Dub entrò in molte classifiche di tutto il mondo e vendette oltre un milione di copie.

## Composizione e pubblicazione
Dub-I-Dub nacque prima che venissero fondate le Me & My. La traccia fu concepita da Susanne Georgi mentre tornava da una festa. Il mattino dopo, Susanne telefonò alla sorella Pernille Georgi e le cantò la traccia. Dopo aver ultimato Dub-I-Dub, che era originariamente una ballata, le due sorelle la inviarono al produttore Dean 'N, il quale la trasformò in una traccia Eurodance. Stando a quanto dichiarò Susanne:

Prima di pubblicare Dub-I-Dub, le sorelle lavoravano per il manager John Aagaard, ma non avevano ancora un contratto discografico. Nel 1995 Aagaard dichiarò:
 Aagaard fece ascoltare la traccia a molte case discografiche che vollero scritturare le sorelle Georgi perché ritenevano che la traccia avesse un grande potenziale commerciale. Le due vennero infine scritturate dalla EMI e pubblicarono il singolo l'agosto del 1995 impiegando il neonato nome Me & My.

## Accoglienza
Il singolo di Dub-I-Dub vendette oltre un milione di copie in tutto il mondo ed entrò nelle casistiche di molti paesi. Svettò nelle classifiche di Danimarca e Giappone e si inserì nelle top 10 di Belgio, Ungheria, Islanda, Israele, Italia, Messico, Russia, Spagna e Svezia. Il successo della traccia rese le Me & My il gruppo di maggior successo in Giappone durante il 1995.
La traccia è stata apprezzata da riviste come Billboard, Music & Media e Music Week per la sua orecchiabilità.

## Videoclip
Il video musicale di Dub-I-Dub venne diretto dall'artista danese Peter Ravn. Nel corso del filmato, le Me and My impersonano delle donne del latte e, in altre sequenze, delle impiegate in un salone di bellezza e delle infermiere.

## Formazione
- Pernille Georgi – voce, musica, testo
- Susanne Georgi – voce, musica, testo
- Johnny Jam – ingegnere del suono, missaggio, produzione
- Dean 'N – missaggio, produzione